# Evandro Amorim Barbosa
Evandro Amorim Barbosa (São Sebastião do Paraíso, 24 de agosto de 1992) é um Grande Mestre Internacional brasileiro de xadrez.

## Carreira

### Primeiros anos
Evandro Amorim Barbosa conheceu o xadrez aos 11 anos de idade, como parte de um projeto de xadrez em escolas públicas de sua cidade natal, São Sebastião do Paraíso. Começou a jogar em torneios escolares e, como não queria ser derrotado, procurou um professor que o ajudasse a desenvolver seu jogo. Em apenas 6 meses de treinamento, ele já havia ultrapassado seu primeiro treinador.

### Carreira profissional
Em 2007, aos 14 anos, conquistou o Campeonato Brasileiro Cadete (sub-16), classificando-se para seu primeiro Campeonato Mundial da categoria, disputado em Antalya, na Turquia. Paralelamente, passou a lecionar xadrez com o objetivo de participar de um grande número de torneios e, assim, iniciou sua carreira de treinador.
Em 2009, ganhou o título de Mestre FIDE. Em 2011 ganhou o título de Mestre Internacional. Em maio de 2012, completou a primeira norma do Grande Mestre e um mês depois se tornou campeão sul-americano sub-20, tendo completado a segunda norma.
No início de 2016, aos 23 anos, ele conseguiu o título de Grande Mestre. No mesmo ano, fez parte da equipe brasileira na Olimpíada de Xadrez de 2016, realizada em Baku, no Azerbaijão.
Em 2017, coordenou o Projeto de Xadrez nas Escolas de São Sebastião do Paraíso, com o objetivo de resgatar o antigo projeto e popularizar o xadrez em sua cidade.
Em 2018, com o objetivo de popularizar o xadrez e poder transmitir conhecimento aos jogadores da comunidade enxadrista, ele montou seu próprio canal no YouTube.
Em 2022 conquistou a vaga para disputar a Copa do Mundo de Xadrez da FIDE em 2023, terminando em segundo lugar do Zonal 2.4.
Em 2023 conquistou o terceiro lugar no II Rio Chess Open 2023, ocorrido no Rio de Janeiro, realizando uma campanha consistente e invicto.
Também é um dos professores da Chessflix.

## Títulos conquistados
- Campeonato Brasileiro sub 16 (2007)
- Campeonato Brasileiro sub 18 (2010)
- Campeonato Brasileiro sub 20 (2011, 2012)[6]
- III Aberto do Brasil Cidade Maravilhosa[7]
- 7° Campeonato Sulamericano sub 20[8]
- Aberto do Brasil de São Jose dos Campos[9]
- Circuito de GM do Nordeste — Etapa Natal RN[10]
- Torneo Abierto Internacional de Ajedrez Ciudad de Mar del Plata — Marcel Duchamp 2015[11]
- VII Aberto do Brasil de Xadrez — Taça Cidade de Teresina[12]